# Mesoleptidea moricei
Mesoleptidea moricei är en stekelart som först beskrevs av Otto Schmiedeknecht 1913.  Mesoleptidea moricei ingår i släktet Mesoleptidea och familjen brokparasitsteklar. Utöver nominatformen finns också underarten M. m. occidentalis.